# Mátévágása
Mátévágása (szlovákul: Matovce) község Szlovákiában, az Eperjesi kerület Felsővízközi járásában.

## Fekvése
Felsővízköztől 20 km-re délre, Girálttól 6 km-re északkeletre, az Alacsony-Beszkidek délnyugati részén fekszik.

## Története
A falut a 14. század második felében alapították a radomai uradalom területén, 1381-ben említik először. 1423-ban „Matheywagasd”, 1427-ben „Matheugasa” néven említik. 1427-ben 21 adózó porta állt a faluban. Kezdetben az Aba nemzetség birtoka, később a Kapy, Péchy, Semsey és Bán családoké. 1787-ben 27 házában 186 lakos élt.
A 18. század végén Vályi András így ír róla: „MÁTÉVÁGÁS. Matyovce. Orosz falu Sáros Várm. földes Urai több Urak, lakosai ó hitűek, fekszik Girálthoz nem meszsze, földgye közép termékenységű, réttye, legelője, fája van.”
1828-ban 27 háza és 223 lakosa volt. Lakói erdei munkákkal foglalkoztak. A 19. század második felében számos lakója kivándorolt.
Fényes Elek 1851-ben kiadott geográfiai szótárában így ír a faluról: „Vágás (Máté-), Sáros v. orosz falu, Radoma fil., 8 kath., 220 g. kath., lak. F. u. gr. Szirmay, Szulovszky.”
1920 előtt Sáros vármegye Girálti járásához tartozott.

## Népessége
| Év:            | 1994. | 2004.   | 2014.   | 2024.   |
| -------------- | ----- | ------- | ------- | ------- |
| Emberek száma: | 144   | 133     | 128     | 119     |
| Eltérés:       |       | -7,63 % | -3,75 % | -7,03 % |

| Év:            | 2023. | 2024. |
| -------------- | ----- | ----- |
| Emberek száma: | 119   | 119   |
| Eltérés:       |       | +0 %  |

1910-ben 115, túlnyomórészt ruszin lakosa volt.
2001-ben 139 szlovák lakosa volt.
2011-ben 134 lakosából 125 szlovák.

## Nevezetességei
Görögkatolikus temploma 1819-ben épült.